# Meridià 162 a l'oest
El meridià 162 a l'oest de Greenwich és una línia de longitud que s'estén des del pol Nord travessant l'oceà Àrtic, Amèrica del Nord, l'oceà Pacífic, Oceania, l'oceà Antàrtic, i l'Antàrtida fins al pol Sud.
El meridià 162 a l'oest forma un cercle màxim amb el meridià 18 a l'est. Com tots els altres meridians, la seva longitud correspon a una semicircumferència terrestre, uns 20.003,932 km. Al nivell de l'Equador, és a una distància del meridià de Greenwich de 18.034 km.

## De Pol a Pol
Començant en el pol Nord i dirigint-se cap al pol Sud, aquest meridià travessa:
| Coordenades                               | País, territori o mar | Notes |
| ----------------------------------------- | --------------------- | --- |
| 90° 0′ N, 162° 0′ O / 90.000°N,162.000°O  | Oceà Àrtic            | |
| 71° 40′ N, 162° 0′ O / 71.667°N,162.000°O | Mar dels Txuktxis     | |
| 70° 18′ N, 162° 0′ O / 70.300°N,162.000°O | Estats Units          | Alaska |
| 67° 2′ N, 162° 0′ O / 67.033°N,162.000°O  | Mar dels Txuktxis     | Hotham Inlet |
| 66° 37′ N, 162° 0′ O / 66.617°N,162.000°O | Estats Units          | Alaska — Península de Baldwin |
| 66° 35′ N, 162° 0′ O / 66.583°N,162.000°O | Mar dels Txuktxis     | Badia de Kotzebue |
| 66° 3′ N, 162° 0′ O / 66.050°N,162.000°O  | Estats Units          | Alaska — Península de Seward |
| 64° 42′ N, 162° 0′ O / 64.700°N,162.000°O | Mar de Bering         | Norton Sound |
| 63° 27′ N, 162° 0′ O / 63.450°N,162.000°O | Estats Units          | Alaska |
| 59° 49′ N, 162° 0′ O / 59.817°N,162.000°O | Mar de Bering         | Badia Kuskokwim |
| 59° 14′ N, 162° 0′ O / 59.233°N,162.000°O | Estats Units          | Alaska |
| 59° 10′ N, 162° 0′ O / 59.167°N,162.000°O | Mar de Bering         | Badia Kuskokwim |
| 58° 41′ N, 162° 0′ O / 58.683°N,162.000°O | Estats Units          | Alaska — Cap Newenham |
| 58° 37′ N, 162° 0′ O / 58.617°N,162.000°O | Mar de Bering         | Badia de Bristol |
| 55° 48′ N, 162° 0′ O / 55.800°N,162.000°O | Estats Units          | Alaska — península d'Alaska |
| 55° 5′ N, 162° 0′ O / 55.083°N,162.000°O  | Oceà Pacífic          | Passa a l'oest de les illes Iliasik, Alaska, Estats Units (a 55° 4′ N, 161° 58′ O / 55.067°N,161.967°O) · Passa a l'oest de l'illa de Nihoa, Hawaii, Estats Units (a 23° 4′ N, 161° 56′ O / 23.067°N,161.933°O) · Passa a l'est de l'atol Palmyra, Illes d'Ultramar Menors dels Estats Units (a 5° 53′ N, 162° 3′ O / 5.883°N,162.050°O) |
| 60° 0′ S, 162° 0′ O / 60.000°S,162.000°O  | Oceà Antàrtic         | |
| 78° 5′ S, 162° 0′ O / 78.083°S,162.000°O  | Antàrtida             | Dependència de Ross, reclamat per Nova Zelanda |